# چیزی برای از دست دادن نیست
چیزی برای از دست دادن نیست (انگلیسی: Nothing to lose) نام فیلمی به کارگردانی استیو اودکرک و محصول سال ۱۹۹۷ میلادی است.

## چکیده داستان
نیک بیم در راه بازگشت به خانه متوجه می‌شود که همسرش ظاهراً با رئیسش فیلیپ بارلو در شرکت به او خیانت می‌کند؛ پس از آن نیک تصمیم می‌گیرد از فیلیپ به کمک یکی از اوباش به نام تی پل که در راه خانه با او آشنا شده، انتقام بگیرد. پس با دانستن ضعف سیستم امنیتی شرکت، او مبلغ زیادی پول نقد می‌دزدد. اما متوجه می‌شود که در مورد همسرش اشتباه می‌کرده‌است، بنابراین قبل از اینکه کسی متوجه ناپدید شدن پول شود، آن را دوباره به گاو صندوق برمی‌گرداند.

## بازیگران
- تیم رابینز: در نقش نیک بیم
- مارتین لارنس: در نقش ترنس پل "تی پل" دیویدسون
- جان سی مک گینلی: در نقش دیویس "ریگ" لانلو
- جیانکارلو ایپوزیتو: در نقش چارلز "چارلی"
- مایکل مک کین: در نقش فیلیپ "پی. بی بارو
- کلی پرستون: در نقش ان بیم
- ربکا گایهارت: در نقش دانیل
- سامره گراهام: در نقش لیزا دیویدسون
- مارکوس تی پائولک: در نقش جوی دیویدسون
- پنی بائه بریجز: در نقش تونیا دیویدسون